# Ariadne
Elia Ariadne (latino: Aelia Ariadne; ... – 515) fu imperatrice dell'Impero romano d'Oriente dal 474 alla propria morte, in quanto moglie degli imperatori Zenone e Anastasio I.

## Biografia
Figlia dell'imperatore Leone I (457-474) e della moglie di questi Elia Verina.
Nel 457 suo padre divenne imperatore e qualche tempo dopo ebbe un'altra figlia femmina, Leonzia, sorella di Ariadne. Nel 463 nacque il fratello, che però morì dopo solo cinque mesi. Allora Leone diede Ariadne in sposa all'isaurico Tarasicodissa (466), che prese il nome greco di Zenone; il capo degli isaurici, popolazione soggetta al governo di Costantinopoli nella regione sudorientale dell'Anatolia, aveva aiutato Leone I a liberarsi dell'ingombrante appoggio del partito alano, guidato dal magister militum Aspar, e in cambio di questo aiuto, Leone concesse la mano della figlia primogenita a Zenone, inserendolo così nella linea di successione al trono. Nel 467 nacque l'unico figlio della coppia, al quale fu imposto il nome del nonno, Leone.
Gli anni immediatamente seguenti videro la sconfitta imperiale dinanzi al porto di Cartagine contro la flotta vandala (468) e la temporanea ripresa del partito alano fino al 471, anno in cui i vertici di questa fazione politica (Aspar e i suoi figli) furono linciati dalla folla di Costantinopoli nell'Ippodromo: l'occasione che scatenò la rivolta (nella quale potrebbe forse essere stato coinvolto anche Tarasicodissa-Zenone) fu il tentativo di associare al potere imperiale l'altro genero dell'imperatore Leone, l'alano Giulio Patrizio, figlio di Aspar, che nel frattempo aveva sposato Leonzia, secondogenita di Leone I e Verina. Scomparsi gli oppositori alani, Zenone rimase padrone della scena politica e riuscì ad ottenere, nel 473, la nomina del figlio Leone a Cesare e facendone il successore designato del nonno.
L'anno seguente Leone I morì e gli succedette il nipote, Leone II, di appena sette anni, sotto la tutela del padre, che ottenne la propria proclamazione a co-imperatore con il figlio. Il bambino morì però pochi mesi dopo di malattia, lasciando Zenone imperatore unico.
Quando lo zio di Ariadne, Basilisco, usurpò nel 475 il trono di Zenone, Ariadne lasciò la madre e fuggì in Oriente col marito; secondo Evagrio Scolastico e Giovanni Malala, Ariadne fuggì da Costantinopoli dopo il marito, mentre la Vita di Daniele Stilita afferma che fuggirono insieme, prima a Calcedonia, poi in Isauria. L'anno successivo Zenone tornò a Costantinopoli, riconquistando il potere.
Nel 479, Ariadne entrò in conflitto con il marito per la sorte della madre. Verina aveva tentato di assassinare Illo ed era diventata sua prigioniera. Anche durante la prigionia aveva appoggiato la rivolta dell'altro genero Marciano. Arianna cercò di ottenere la sua liberazione, prima da Zenone e poi da Illo, a cui l'imperatore la indirizzò. Illo non solo rifiutò la sua richiesta, ma la accusò di voler mettere un'altra persona sul trono del marito. Ciò la irritò e, come sua madre, tentò di assassinare Illo, una mossa che sembrò essere sostenuta da Zenone. Giordane attribuisce il suo odio a un'altra causa: sostiene che Illo aveva infuso nella mente di Zenone sospetti di gelosia che lo avevano indotto ad attentare alla sua vita, e che la conoscenza di queste cose la stimolò a vendicarsi. L'assassino da lei ingaggiato non riuscì a uccidere Illo, ma gli tagliò un orecchio nel tentativo. L'assassino fu preso e Zenone, che sembra essere stato informato della vicenda, non riuscì a impedirne l'esecuzione. La relazione non sembra aver avuto effetti a lungo termine sul loro matrimonio. Rimase sposata con Zenone fino alla sua morte, avvenuta il 9 aprile 491.
Dopo la morte del marito, Ariadne influì sul Senato, i dignitari e l'esercito, affinché la scelta del successore cadesse sul silentiarius Anastasio invece che sul fratello di Zenone, Longino; Anastasio fu proclamato imperatore l'11 aprile, e sposò Ariadne il 20 aprile. La coppia non ebbe figli.
Ariadne morì a Costantinopoli nel 515 e fu sepolta nella chiesa dei Santi Apostoli; Anastasio fu sepolto vicino a lei nel 518.
Un ritratto di questa imperatrice, uno dei rari esempi della scultura ufficiale della prima età bizantina, di probabile fattura costantinopolitana, è conservato ai Musei Vaticani. La scultura, in epoca rinascimentale, si trovava nella navata sinistra di San Giovanni in Laterano, essendo identificato al tempo come ritratto di Elena, madre di Costantino. Il ritratto, in marmo bianco era arricchito da pietre nere incastonate al posto delle pupille e dal colore rosso del copricapo, con decorazioni in foglia d'oro.
Esistono due valve di pentadittici aburnei molto simili in cui è stata riconosciuta l'imperatrice Ariadne: uno al Kunsthistorisches Museum di Vienna (figura seduta) e uno al Museo del Bargello di Firenze (figura stante).